# Karl Hahn (Politiker, 1846)

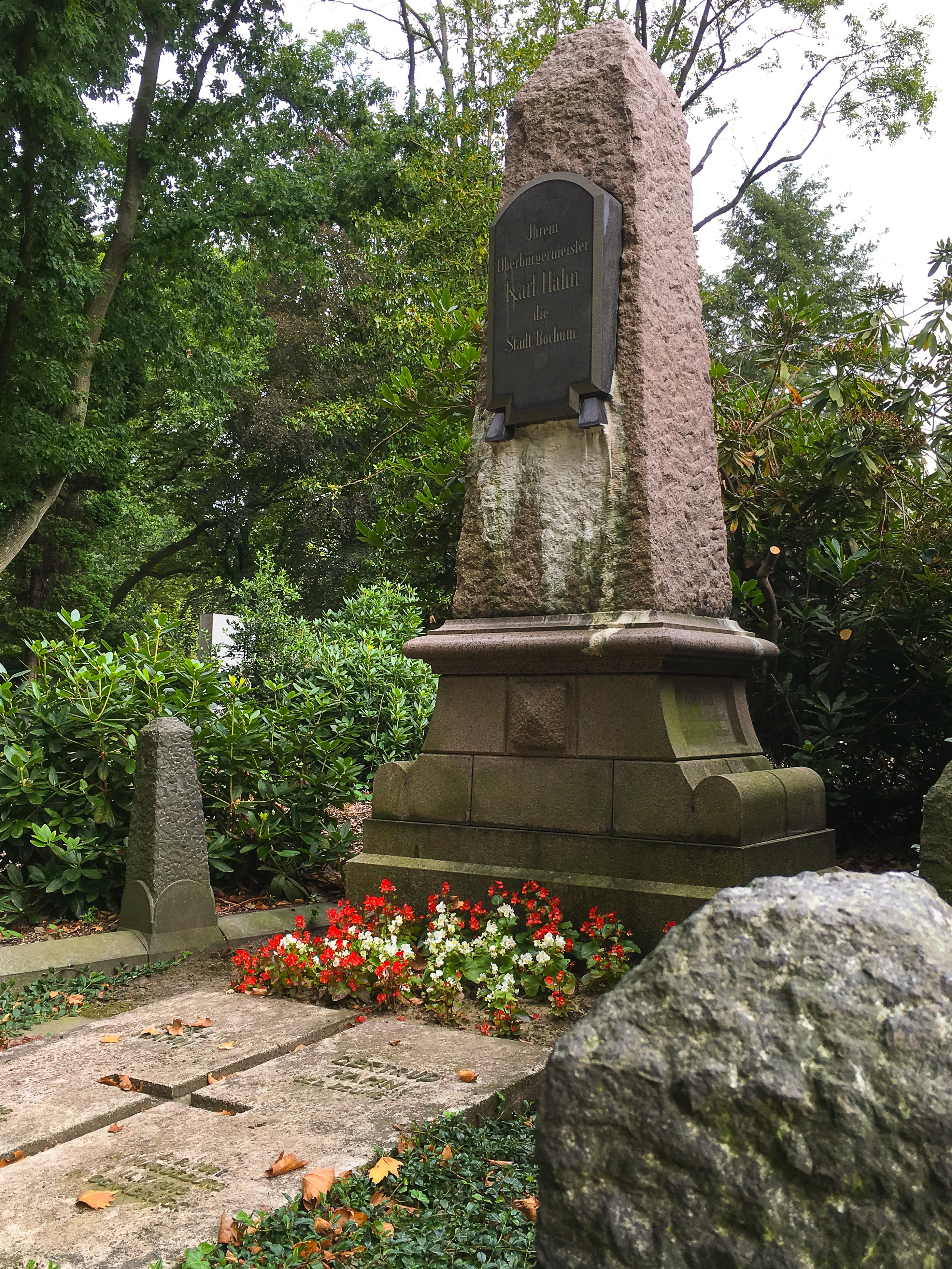
Das Ehrengrab von Karl Hahn auf dem Blumenfriedhof in Bochum

Karl Hahn (* 1. Dezember 1846 in Staßfurt; † 10. Juli 1899 in Bochum) war ein deutscher Jurist und Politiker.

## Leben
Hahn studierte nach dem Besuch des Magdeburger Gymnasiums Rechtswissenschaften in Tübingen, Greifswald und Berlin. Während seines Studiums wurde er 1866 Mitglied der burschenschaftlichen Verbindung Normannia Tübingen. Er nahm als Kriegsfreiwilliger am Deutschen Krieg von 1866 und als Reserveoffizier am Deutsch-Französischen Krieg 1870/71 teil. Nach seinen Examen wurde er Assessor und 1876 Kreisrichter in Küstrin. 1878 wurde er besoldeter Stadtrat in Magdeburg und 1886 Erster Bürgermeister in Nordhausen. Für Nordhausen war er Abgeordneter im Preußischen Herrenhaus. 1892 wurde er Oberbürgermeister von Bochum. Von 1894 bis 1899 war er für die Nationalliberale Partei Bochumer Abgeordneter im Provinziallandtag. 
Die Stadt Bochum ließ ihn in einem Ehrengrab auf dem Friedhof Blumenstraße bestatten. Es steht unter der Nummer A 669 seit dem 5. Dezember 2013 unter Denkmalschutz.